# Onthophagus investigator
Onthophagus investigator là một loài bọ cánh cứng trong họ Bọ hung (Scarabaeidae).